# قبر لعازر
قبر ليعازر هو قبر القديس لعازر الشخصية ااتاريخية المقدسة لدى المسيحيين، موجود في بلدة العيزرية شرقي القدس في فلسطين، وتحديداً على طرف سفح جبل الزيتون. وهو مكان يحج له المسيحيون من كل أقطار العالم؛ فحسب إنجيل يوحنا حصلت به معجزة يسوع المعروفة بإقامة لعازر. يوجد القبر اليوم في كنيسة الروم الأرثوذكس، يلاصقه مسجد العزير للمسلمين، ويلاصق المسجد كنيسة رومانية كاثوليكية.

## اعتداء الاحتلال على القبر
في عام 2014 أطلق جنود الاحتلال الغاز المسيل للدموع على مدخل كنيسة خلال المواجهات التي دارت بين الشبان المقدسيين وجنود الاحتلال.

## صور

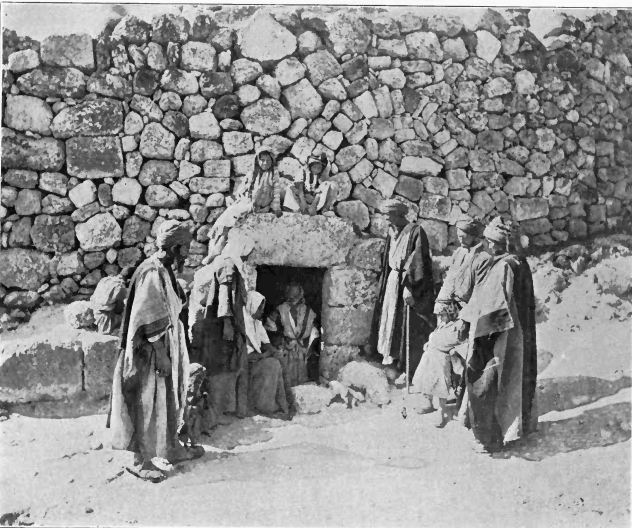
مبنى القبر عام 1906م
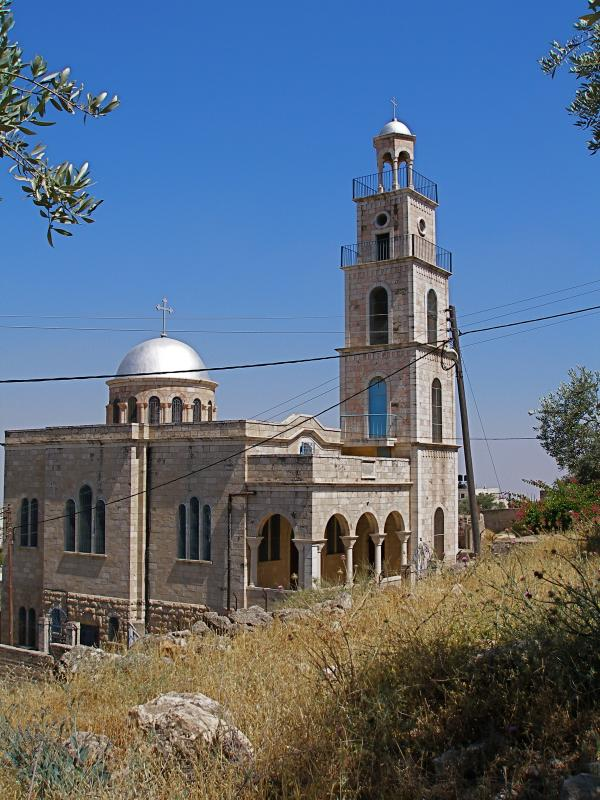
كنيسة الروم الأرثوذكس
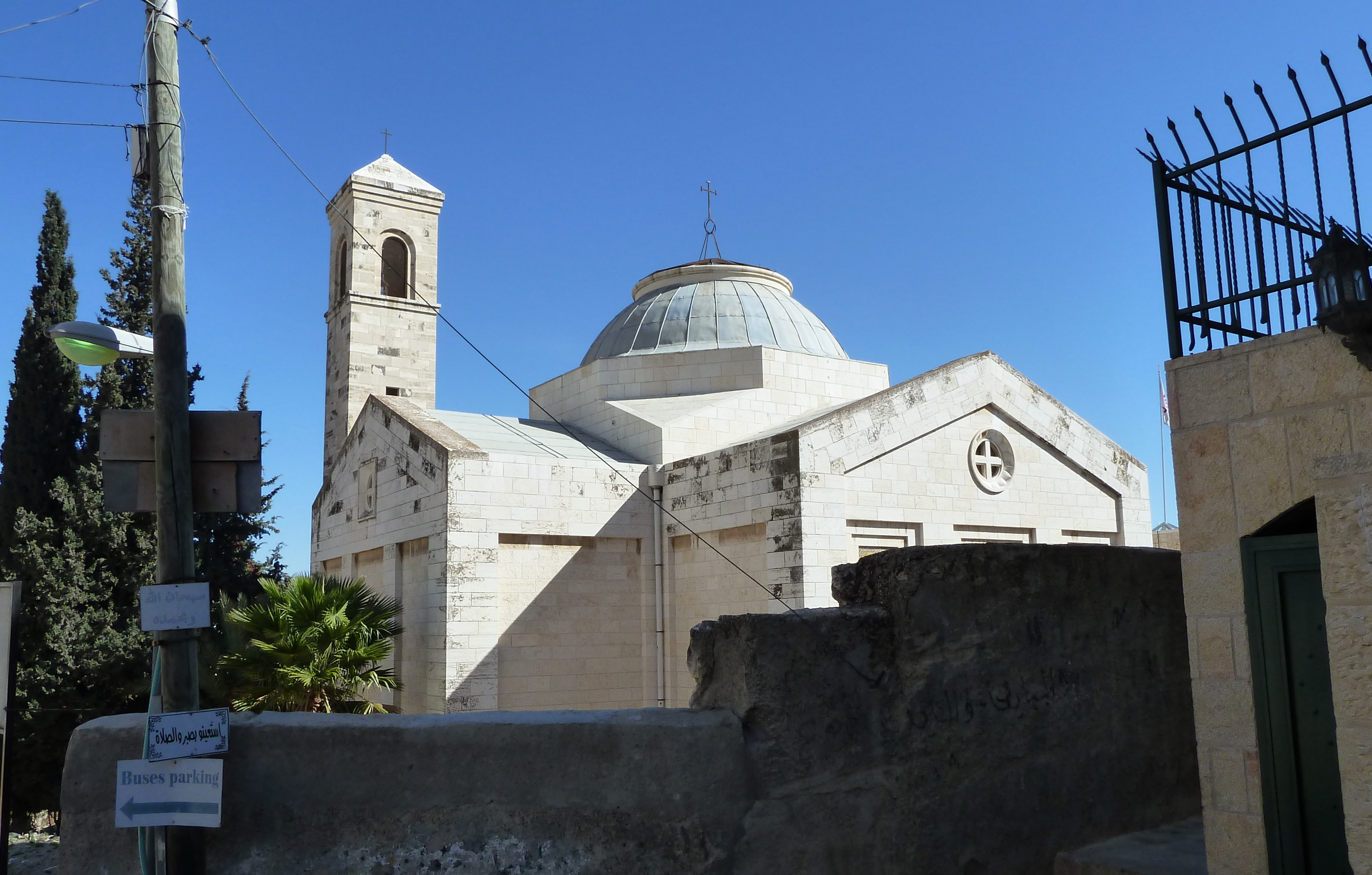
الكنيسة الكاثوليكية الرومانية